# Via Garibaldi (Siena)
Via Garibaldi è una strada di Siena, nel Terzo di Camollia.

## Storia e descrizione
La strada fu il primo intervento urbanistico ottocentesco nel centro storico, venendo definita a metà del secolo per facilitare l'accesso alla stazione ferroviaria. Ciò si riconosce anche dall'ampiezza della carreggiata, se confrontata alle vie più anguste della città medievale: con demolizioni mirate si ampliò il tracciato di una via esistente.
Provenendo dal centro sulla destra si incontrano la piazza del Sale e, oltre una scalinata, la chiesa della Compagnia di San Sebastiano, avviata a fine del Quattrocento e rimaneggiata nel XVII secolo, con portico più tardo. Oggi appartiene alla Società di San Vincenzo de' Paoli.
Più avanti, al 47, si trova una casa detta un tempo "la Consuma", duecentesca. Deve il suo nome al fatto che qui, nel XIII secolo, erano soliti riunirsi i giovani della brigata spendereccia citati da Dante, che in 20 mesi riuscirono a consumare la bellezza di 200.000 fiorini d'oro, una cifra astronomica, stimabile tra i dodici e i quindici milioni di euro odierni.
Al termine della strada la barriera di San Lorenzo segna il luogo dove si trovava una porta nelle mura duecentesche.